# 23 سبتمبر
- السبت
- الأحد
- الاثنين
- الثلاثاء
- الأربعاء
- الخميس
- الجمعة

- 307 ربيع الأول 1447  هـ
- 318 ربيع الأول 1447  هـ
- 19 ربيع الأول 1447  هـ
- 210 ربيع الأول 1447  هـ
- 311 ربيع الأول 1447  هـ
- 412 ربيع الأول 1447  هـ
- 513 ربيع الأول 1447  هـ
- 614 ربيع الأول 1447  هـ
- 715 ربيع الأول 1447  هـ
- 816 ربيع الأول 1447  هـ
- 917 ربيع الأول 1447  هـ
- 1018 ربيع الأول 1447  هـ
- 1119 ربيع الأول 1447  هـ
- 1220 ربيع الأول 1447  هـ
- 1321 ربيع الأول 1447  هـ
- 1422 ربيع الأول 1447  هـ
- 1523 ربيع الأول 1447  هـ
- 1624 ربيع الأول 1447  هـ
- 1725 ربيع الأول 1447  هـ
- 1826 ربيع الأول 1447  هـ
- 1927 ربيع الأول 1447  هـ
- 2028 ربيع الأول 1447  هـ
- 2129 ربيع الأول 1447  هـ
- 2230 ربيع الأول 1447  هـ
- 231 ربيع الآخر 1447  هـ
- 242 ربيع الآخر 1447  هـ
- 253 ربيع الآخر 1447  هـ
- 264 ربيع الآخر 1447  هـ
- 275 ربيع الآخر 1447  هـ
- 286 ربيع الآخر 1447  هـ
- 297 ربيع الآخر 1447  هـ
- 308 ربيع الآخر 1447  هـ
- 19 ربيع الآخر 1447  هـ
- 210 ربيع الآخر 1447  هـ
- 311 ربيع الآخر 1447  هـ

23 سبتمبر أو 23 أيلول أو يوم 23 / 9 (اليوم الثالث والعشرون من الشهر التاسع) هو اليوم السادس والستون بعد المئتين (266) من السنوات البسيطة، أو اليوم السابع والستون بعد المئتين (267) من السنوات الكبيسة وفقًا للتقويم الميلادي الغربي (الغريغوري). يبقى بعده 99 يوما لانتهاء السنة.

## أحداث
- 1459 - وقوع معركة بلور هيث إحدى معارك حرب الوردتين والتي فيها إنتصر جيش أسرة يورك.
- 1817 - إسبانيا وإيطاليا توقعان على اتفاقية لتحريم تجارة العبيد.
- 1846 - اكتشاف كوكب نبتون في المرصد الفلكي لبرلين وذلك بفضل ملاحظات العالم الفلكي الفرنسي أوربان لوفيرييه.
- 1856 - بدأ العمل في أول خط سكك حديدية بمصر بين القاهرة والإسكندرية.
- 1928 - يوغوسلافيا تنسحب من حلف وارسو الذي يقوده الاتحاد السوفيتي.
- 1932 - إعلان قيام المملكة العربية السعودية على يد الملك عبد العزيز آل سعود.
- 1948 ـ تشكيل حكومة عموم فلسطين برئاسة أحمد حلمي عبد الباقي.
- 1973 - الرئيس الأرجنتيني السابق خوان بيرون يعود إلى الأرجنتين بعد 18 عامًا في المنفى.
- 1983 - مقتل 111 شخص في تحطم طائرة تابعة لشركة طيران الخليج في أبوظبي.
- 1986 - السفير المصري المعين في إسرائيل محمد بسيوني يقدم أوراق اعتماده للرئيس الإسرائيلي حاييم هرتصوغ.
- 1992 - الجمعية العامة للأمم المتحدة تطرد الاتحاد اليوغسلافي الجديد من عضويتها.
- 1997 -
  - المسلحون في الجزائر يقتلون 280 ويصيبون مئات حول الجزائر العاصمة.
  - محكمة الخبر الشرعية بالسعودية تحكم على الممرضتين الإنجليزيتين «ديبورا باري» و«لوسيل ماكلوجلان» بالإعدام للأولى والسجن 8 سنوات و500 جلدة للثانية وذلك بتهمة قتل زميلتهما الممرضة الأسترالية «إيفون جيلفورد»، وقد ألغي الحكم بعد دفع دية 1.2 مليون دولار لشقيقة القتيلة.
- 2007 - انتخاب ياسو فوكودا رئيسًا لللحزب الليبرالي الديمقراطي الياباني ويصبح بذلك رئيسًا لوزراء اليابان.
- 2009 - ملك المملكة العربية السعودية عبد الله بن عبد العزيز آل سعود يفتتح جامعة الملك عبد الله للعلوم والتقنية بحضور عدد من رؤساء دول العالم.
- 2011 - رئيس السلطة الوطنية الفلسطينية محمود عباس يتقدم بطلب عضوية كاملة لدولة فلسطين في الأمم المتحدة.
- 2014 - تحالف دولي بقيادة الولايات المتحدة يبدأ عمليات عسكرية ضد تنظيم الدولة الإسلامية في العراق والشام.
- 2015 - استقالة رئيس مجموعة ڤولكسڤاغن الألمانيَّة لصناعة السيَّارات مارتن ڤينتركورن على أثر فضيحة المُحرِّكات المغشوشة، التي اتخذت أبعادًا عالميَّة، وخسرت المجموعة بسببها مليارات الدولارات في البورصة.
- 2019 - الإعلان عن إفلاس مجموعة توماس كوك وخطوط توماس كوك الجوية البريطانية، وتسبب انهيار الشركة في تعلق 600 ألف مسافر جوي حول العالم.
- 2024 - غارات إسرائيلية كثيفة ومستمرة على لبنان، تؤدي إلى مقتل أكثر من 500 شخص وإصابة أكثر من 1000 آخرين، من بينهم أطفال ونساء ومسعفين.

## مواليد
- 480 ق.م. - يوربيديس، شاعر مسرحي إغريقي.
- 63 ق.م. - أغسطس قيصر، أول أباطرة الرومان.
- 1215 - قوبلاي خان، خاقان مغولي.
- 1713 - أحمد العطار، فقيه مسلم وشاعر عربي عراقي.
- 1740 - غو-ساكوراماتشي، إمبراطورة اليابان السابعة عشر بعد المائة.
- 1791 - يوهان إنكه، عالم فلك ألماني.
- 1819 - هيبوليت فيزو، عالم فيزياء فرنسي.
- 1869 - ماري مالون، أول من نشرت مرض الحمى التيفية في الولايات المتحدة.
- 1880 - جون بويد، أخصائي أغذية وفيزيولوجي اسكتلندي حاصل على جائزة نوبل للسلام عام 1949.
- 1890 - فريدريش باولوس، عسكري ألماني.
- 1901 - ياروسلاف سيفرت، أديب وشاعر تشيكوسلوفاكي حاصل على جائزة نوبل في الأدب عام 1984.
- 1915 - كليفورد شال، عالم فيزياء أمريكي حاصل على جائزة نوبل في الفيزياء عام 1994.
- 1916 - ألدو مورو، رئيس وزراء إيطاليا.
- 1920 - عوفاديا يوسف، حاخام إسرائيلي.
- 1923 - محمد حسنين هيكل، صحفي مصري.
- 1930 -
  - ري تشارلز، مغني أمريكي.
  - جميل كبي، سياسي‌ لبناني.
- 1940 - سيد حجاب، شاعر مصري.
- 1943 -
  - خوليو إجلسياس، مغني إسباني.
  - أنطونيو تابوكي، كاتب إيطالي.
- 1945 - إيجور إيفانوف، سياسي روسي.
- 1953 - جان قهوجي، قائد الجيش اللبناني.
- 1956 - باولو روسي، لاعب كرة قدم إيطالي.
- 1967 -
  - فجر السعيد، كاتبة كويتية.
  - ماساشي ناكاياما، لاعب كرة قدم ياباني.
- 1969 - يان سشوبارك، لاعب كرة قدم تشيكي.
- 1972 - بيار أمين الجميل، سياسي لبناني.
- 1973 - منى الشاذلي، إعلامية مصرية.
- 1977 - سوزان تميم، مغنية لبنانية.
- 1981 - نتالي هورلر، مغنية ألمانية.
- 1983 - ريان سيمان، عازف طبول أمريكي.
- 1985 - حسين كعبي، لاعب كرة قدم إيراني.
- 1988 -
  - خوان مارتن ديل بوترو، لاعب كرة مضرب أرجنتيني.
  - سهر أبو شروف، مغنية سورية.
- 1991 - كي، مغني كوري جنوبي.

## وفيات
- 1241 - سنوري سترلسون، قائد عسكري ومؤرخ وشاعر وناقد وراوي قصص آيسلندي.
- 1561 - شاهزاده بايزيد ابن السلطان سليمان القانوني.
- 1835 - فينشينسو بيليني، مؤلف أوبرا إيطالي.
- 1877 - أوربان لوفيرييه، عالم رياضيات فرنسي.
- 1929 - ريشارد سيغموندي، عالم كيمياء نمساوي ألماني حاصل على جائزة نوبل في الكيمياء عام 1925.
- 1939 - سيغموند فرويد، عالم نمساوي في علم النفس.
- 1942 - غمام الهمذاني، شاعر إيراني.
- 1946 - أبو الحسن الموسوي الأصفهاني، مرجع وفقيه شيعي إثني عشري.
- 1956 - زيغود يوسف، مناضل جزائري في الثورة الجزائرية.
- 1968 - القديس بادري بيو، قديس إيطالي كاثوليكي.
- 1972 - آمال زايد، ممثلة مصرية.
- 1973 - بابلو نيرودا، شاعر وأديب من تشيلي حاصل على جائزة نوبل في الأدب عام
- 1978 - أبو الحسن الصدر، عالم مسلم وشاعر عراقي.
- 1979 - حسني كابو، سياسي وعسكري ألباني.
- 2006 - مالكولم أرنولد، موسيقي إنجليزي.
- 2009 - أرطغرل عثمان، أكبر أحفاد السلطان العثماني عبد الحميد الثاني.
- 2016 - محمد حسن الدهلاوي، ممثل كويتي.
- 2020 - نور الدين عتر، عالم حديث سوري.
- 2022 - كريم عواد، ممثل عراقي.

## أعياد ومناسبات
- الاعتدال الخريفي.
- اليوم الوطني في المملكة العربية السعودية.
- اليوم العالمي للغات الإشارة.

## وصلات خارجية
- وكالة الأنباء القطريَّة: حدث في مثل هذا اليوم.
- النيويورك تايمز: حدث في مثل هذا اليوم.
- BBC: حدث في مثل هذا اليوم.